# Erwin Jürgens

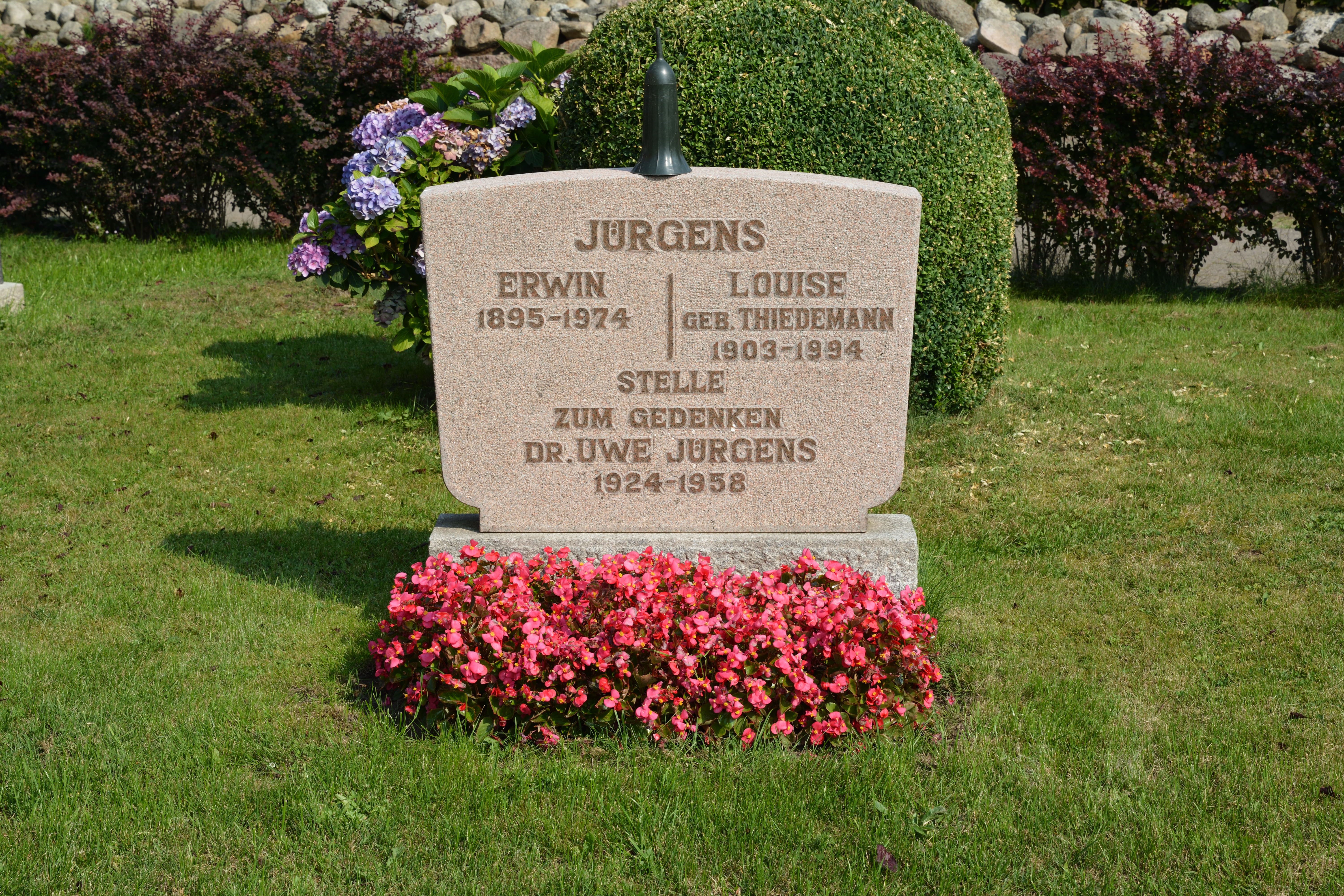
Grab auf dem Friedhof in Albersdorf

Erwin Jürgens (* 22. Februar 1895 in Stelle bei Heide (Holstein); † 27. August 1974) war ein deutscher Politiker (DP, später CDU).

## Leben und Beruf
Jürgens ließ sich nach dem Besuch der Oberrealschule an kaufmännischen und landwirtschaftlichen Schulen ausbilden und war bis 1939 als Im- und Exportkaufmann in Hamburg tätig. Während des Zweiten Weltkrieges war er Soldat. Seit 1946 war er Landwirt in seinem Heimatort Stelle. Er war Vorstandsmitglied des Kreisbauernverbandes Norderdithmarschen. Jürgens war verheiratet und hatte drei Söhne.

## Partei
Jürgens trat zum 1. November 1930 der NSDAP bei (Mitgliedsnummer 365.992). Danker und Lehmann-Himmel charakterisieren ihn in ihrer Studie über das Verhalten und die Einstellungen der Schleswig-Holsteinischen Landtagsabgeordneten und Regierungsmitglieder der Nachkriegszeit in der NS-Zeit als „exponiert nationalsozialistisch“ und alten Kämpfer.
Er war nach dem Zweiten Weltkrieg zunächst Mitglied der DP, die er am 15. April 1952 verließ. Am 30. Januar 1953 trat er der CDU bei.

## Abgeordneter
Jürgens war Kreistagsabgeordneter in Norderdithmarschen.
Jürgens war von 1950 bis 1967 Landtagsabgeordneter in Schleswig-Holstein. Er vertrat den Wahlkreis Norderdithmarschen im Parlament. Von 1950 bis 1954 war er stv. Schriftführer des Landtages. Von 1958 bis 1967 war er stellvertretender Vorsitzender der CDU-Fraktion im Landtag. Der Landtag wählte ihn zum Mitglied der dritten (1. Juli 1959) und vierten (1. Juli 1964) Bundesversammlung, die Heinrich Lübke zum Bundespräsidenten wählte.

## Öffentliche Ämter
Vom 6. April 1953 bis zum 28. April 1967 war Jürgens Parlamentarischer Vertreter des Ministers für Ernährung, Landwirtschaft und Forsten in Schleswig-Holstein.

## Ehrungen
Jürgens wurde am 11. April 1967 mit dem Großen Verdienstkreuz des Bundesverdienstkreuzes ausgezeichnet.